# Dibrivkî, Pustomîtî
Dibrivkî (în ucraineană Дібрівки) este un sat în comuna Stavceanî din raionul Pustomîtî, regiunea Liov, Ucraina.

## Demografie
Componența lingvistică a localității Dibrivkî
     Ucraineană (100%)
Conform recensământului din 2001, toată populația localității Dibrivkî era vorbitoare de ucraineană (100%).